# Elemi esemény
A valószínűségszámításban egy véletlen kísérlet kimeneteleit egyelemű halmazokként tartalmazó események az elemi események. Szokták matematikai pontosság nélkül magukat a kimeneteleket is elemi eseménynek nevezni. Ez azért pontatlan, mert a kimenetel nem részhalmaza az eseménytérnek. Egy elemi esemény akkor és csak akkor következik be, ha a véletlen kísérlet eredménye éppen az egyetlen eleme.

## Példák

### Kockadobás
Kísérlet: Egy szabályos dobókockát feldobunk és megvizsgáljuk, hogy milyen értékeket kaphatunk eredményül.
A kockadobás eredménye lehet 1-es, 2-es, 3-as, 4-es, 5-ös és 6-os, így ebben a kísérletben ezek a kimenetelek. Az elemi események {1-es}, {2-es}, {3-as}, {4-es}, {5-ös} és {6-os}.

### Érmedobás
Kísérlet: Egy szabályos pénzérmét feldobunk és megvizsgáljuk, hogy milyen értékeket kaphatunk eredményül.
Az érmedobás eredménye lehet fej vagy írás, így ebben a kísérletben ezek a kimenetelek. Az elemi események {fej}, {írás}.

### Számegyenes
Kísérlet: Egy adott normális eloszlás szerint kiválasztunk egy tetszőleges valós számot.
Eredménye bármely valós szám lehet, az elemi események száma kontinuum. Minden elemi esemény valószínűsége nulla, ami példa arra, hogy az elemi eseményekhez rendelt valószínűségek nem határoznak meg egy folytonos valószínűség-eloszlást.

## Elemi események valószínűségei
Az elemi események valószínűsége bármi lehet 0 és 1 között. Diszkrét eseménytér esetén minden elemi eseménynek meg lehet adni egy valószínűséget, hogy a teljes esemény valószínűsége 1 legyen. Ezzel szemben folytonos eseménytérben az elemi események valószínűsége 0, és a nem 0 valószínűségeket nem elemi eseményekhez rendelik.
Vannak atomos eseményterek is, amelyekben véges vagy megszámlálhatóan végtelen elemi eseményhez rendelnek nullától különböző valószínűséget. Ezek atomok vagy atomi események.
A valószínűségi tér mértékelméleti definíciója szerint nem kell elemi események valószínűségét definiálni. Az események halmazát σ-algebra adja meg, ami nem feltétlenül a teljes hatványhalmaz.

## Fordítás
Ez a szócikk részben vagy egészben  az   Elementary event című angol Wikipédia-szócikk fordításán alapul.  Az eredeti cikk szerkesztőit annak laptörténete sorolja fel. Ez a jelzés csupán a megfogalmazás eredetét és a szerzői jogokat jelzi, nem szolgál a cikkben szereplő információk forrásmegjelöléseként.